# NGC 5511A
NGC 5511A في الفهرس العام الجديد، هي مجرة، تقع في كوكبة العواء. وقد أضيفت لاحقًا إلى الفهرس العام الجديد.

## روابط خارجية
- NGC 5511A على موقع ويكي سكاي: DSS2, SDSS, GALEX, IRAS, Hydrogen α, X-Ray, Astrophoto, Sky Map, Articles and images